# Peperomia pubipeduncula
Peperomia pubipeduncula är en pepparväxtart som beskrevs av Truman George Yuncker. Peperomia pubipeduncula ingår i släktet peperomior, och familjen pepparväxter. Inga underarter finns listade i Catalogue of Life.